# Resolutie 1757 Veiligheidsraad Verenigde Naties
Resolutie 1757 van de Veiligheidsraad van de Verenigde Naties werd op 30 mei 2007 aangenomen. Het is de resolutie op basis waarvan het Libanontribunaal gevormd is. Tien leden van de Raad stemden vóór en vijf leden onthielden zich van stemming, namelijk China, Indonesië, Qatar, Rusland en Zuid-Afrika.

## Achtergrond
Op 14 februari 2005 kwam de oud-premier van Libanon samen met 22 anderen om het leven bij een bomaanslag in Beiroet. In de volgende maanden volgden nog vele andere terreuraanslagen. Libanon kreeg internationale hulp bij het onderzoek naar de aanslag, waarbij hoge Libanese en Syrische ambtenaren betrokken zouden zijn, en vroeg om de oprichting van een internationaal tribunaal.

## Inhoud
Op 14 februari 2005 was de Libanese oud-premier Rafik Hariri bij een bomaanslag om het leven gekomen. Al in december 2005 had Libanon de VN gevraagd een internationaal tribunaal op te richten om de verantwoordelijken te berechten. In 2006 waren daarover onderhandelingen gevoerd en een akkoord werd begin 2007 ondertekend.
Op grond hiervan besliste de Veiligheidsraad dat de bepalingen in het als bijlage bijgevoegde document over de oprichting van het Libanontribunaal van kracht zouden worden op 10 juni 2007. Secretaris-generaal Ban Ki-moon werd gevraagd de oprichting te regelen en hierover binnen negentig dagen verslag uit te brengen.
Een bijlage bevatte het "akkoord tussen de VN en Libanon voor de oprichting van een Speciaal Tribunaal voor Libanon" dat de statuten van het tribunaal vastlegde.
Lijst ·  1739 ·  1740 ·  1741 ·  1742 ·  1743 ·  1744 ·  1745 ·  1746 ·  1747 ·  1748 ·  1749 ·  1750 ·  1751 ·  1752 ·  1753 ·  1754 ·  1755 ·  1756 ·  1757 ·  1758 ·  1759 ·  1760 ·  1761 ·  1762 ·  1763 ·  1764 ·  1765 ·  1766 ·  1767 ·  1768 ·  1769 ·  1770 ·  1771 ·  1772 ·  1773 ·  1774 ·  1775 ·  1776 ·  1777 ·  1778 ·  1779 ·  1780 ·  1781 ·  1782 ·  1783 ·  1784 ·  1785 ·  1786 ·  1787 ·  1788 ·  1789 ·  1790 ·  1791 ·  1792 ·  1793 ·  1794